# Carminat
Im Jahr 1994 stellte der Autohersteller Renault erstmals in einem Renault Safrane einen Prototyp eines Navigationssystems der Presse vor. Seit 1995 vertreibt Renault unter der Produktbezeichnung Carminat seine ab Werk installierten Navigationssysteme; diese werden hierbei von unterschiedlichen Unternehmen hergestellt. Alle diese Systeme sind nur als Erstausrüstung ab Werk erhältlich, ein nachträglicher Einbau ist nicht möglich.
Folgende Systeme sind oder waren erhältlich:

## Carminat 5000
Monochromes Navigationssystem mit Pfeildarstellung und Sprachansage
- Renault-Typenbezeichnung: SH1
- Hersteller: Becker (das System basiert auf dem Becker TrafficPro)
- Datenträger: CD (1–6 CDs für Europa)
- Kartenlieferant: Navteq
- Verkehrsinformationen: TMC
- Weitere Funktionen: UKW, MW, LW-Radio, CD-Player
- Baujahr: –2005
- Fahrzeuge: Clio 2, Megane 2, Laguna 2, Scenic 2, Kangoo Privilege 1,6 16V

## Carminat 8000
Navigationssystem mit 2D-Kartendarstellung und Farbbildschirm
- Hersteller: VDO
- Datenträger: CD
- Kartenlieferant: Navteq
- Verkehrsinformationen: TMC
- Weitere Funktionen: kein Radioteil integriert
- Baujahr: 1996–
- Fahrzeuge: Avantime, Clio II, Megane II, Renault Laguna II, Renault Scénic II, Espace, Vel Satis
- Anmerkungen:
  - Im Renault Megane 2 wird bei diesem Navigationssystem anstelle des sonst üblichen festen Bildschirms ein im Armaturenbrett versenkbarer Farbbildschirm eingebaut

## Carminat 1

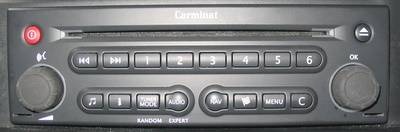
Renault Carminat 1 SH3 (Becker)

Weiterentwicklung des Carminat 5000; weitgehend gleiche Funktionen
- Renault-Typenbezeichnung: SH3
- Hersteller: Harman Becker
- Datenträger: CD (4–5 CDs für Europa)
- Kartenlieferant: Navteq
- Verkehrsinformationen: TMC
- Weitere Funktionen: UKW, MW, LW-Radio, CD-Player
- Baujahr: 2005–
- Fahrzeuge: Megane 2 (Phase 2), Modus, Espace, Laguna (Phase 2)
- Anmerkungen:
  - Die Daten-CDs des Carminat 1 und des Carminat 5000 sind nicht zueinander kompatibel

## Carminat 2
Weiterentwicklung des Carminat 8000
- Hersteller: Siemens VDO
- Datenträger: CD (eine CD pro Land bzw. Region)
- Weitere Funktionen: kein Radioteil integriert
- Fahrzeuge Laguna 2 (Phase 2)

## Carminat 2+
Weiterentwicklung des Carminat 2 (schnellere Verarbeitungsgeschwindigkeit)
- Renault-Typenbezeichnung: E 4R
- Hersteller: Siemens VDO
- Datenträger: CD
- Weitere Funktionen: Radioteil integriert
- Fahrzeuge: Megane 2 (Phase 2), Laguna 2 (Phase 2), Scenic 2 (Phase 2)
- Anmerkung:
  - Eine Erweiterung mit der Renault Audio Connection Box ist möglich[1]

## Carminat 2 Bluetooth

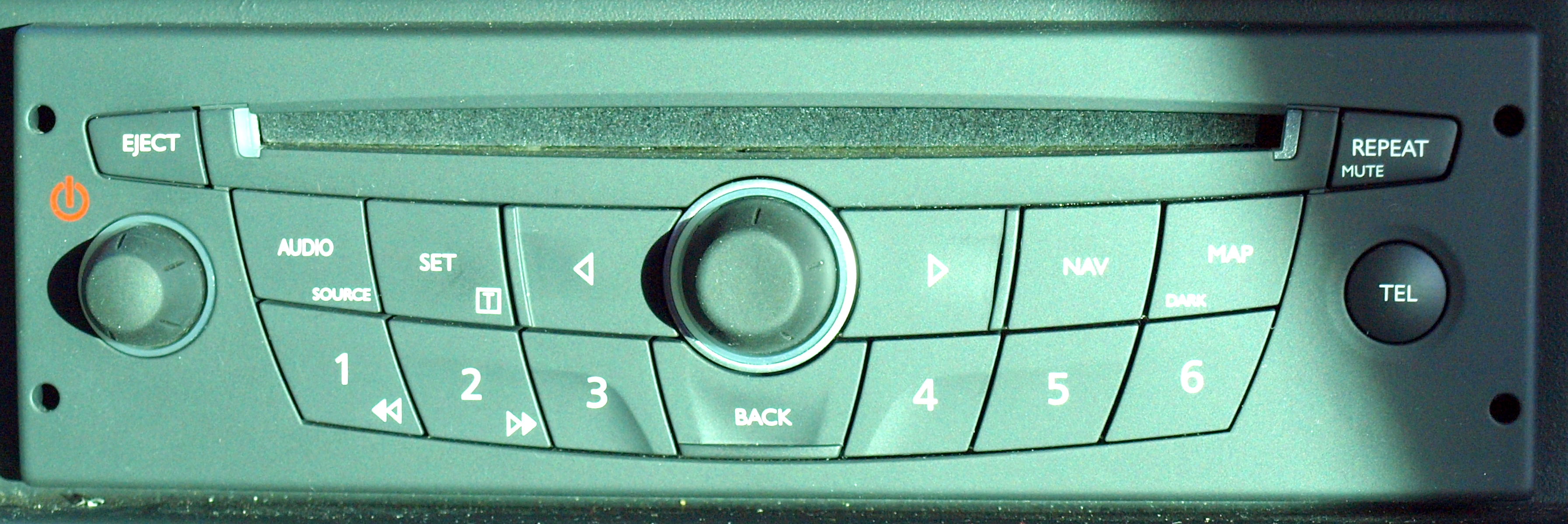
Renault Carminat 2 Bluetooth (CD/Auditorium)

Weiterentwicklung des Carminat 2+ (neue Benutzeroberfläche), 2D-Kartendarstellung
- Hersteller: Siemens VDO
- Datenträger: CD
- Kartenlieferant: Navteq
- Verkehrsinformationen: TMC, TMCpro
- Weitere Funktionen: UKW, MW-Radio, CD-Player mit MP3-Unterstützung, Bluetooth-Telefonfunktionen
- Baujahr: 10/2007–06/2009 (im Laguna)
- Bedienung: direkt am Audiogerät und/oder über Fernbedienung am Lenkrad.
- Fahrzeuge: Scenic 2 (Phase 2), Laguna 3 (Phase 1), Megane 3, Espace 4 (Phase 2), Koleos,
- Anmerkungen:
  - Die Bezeichnung ist nicht ganz eindeutig, denn im Laguna 3 wurde dieses System unter der Rubrik Navigation und Kommunikation mit den Namen Navigationssystem Carminat 2 Bluetooth mit Deutschland-CD angeboten. In der Bedienungsanleitung wird es Carminat Bluetooth CD bzw. Carminat Bluetooth CD Auditorium (ohne die 2 im Namen, aber mit Zusatz CD) genannt.
  - Dieses System ist nur kompatibel mit der Renault Audio Connection Box, wenn die Ausgänge AUX/CD-Wechsler per Software freigeschaltet werden, was problematisch zu sein scheint (einige Werkstätten schaffen es, andere nicht).

## Carminat 3
Navigationssystem mit 2D- und 3D-Kartendarstellung
- Hersteller: Xanavi
- Datenträger: DVD
- Kartenlieferant: Zenrin
- Verkehrsinformationen: TMC, TMCpro
- Weitere Funktionen: UKW (3 Tuner), MW-Radio, 6-fach CD-Wechsler mit MP3-Unterstützung, Bluetooth-Telefonfunktionen
- Baujahr: 2005–2013
- Support wird 2014 eingestellt, es gibt von Renault SAS keine weiteren Updates
- Bedienung: Über Multimedia-Steuerknopf in der Mittelkonsole oder über Spracherkennung.
- Fahrzeuge: Von diesem Navigationssystem existieren zwei Unterversionen: ITD1 wird in folgenden Modellen eingesetzt:Scenic (Phase 2), Laguna 2 (Phase 2), Vel Satis (Phase 2), Espace (Phase 2); das ITD2 kommt im Koleos, Laguna 3, Megane 3, Scenic 3 zum Einsatz
- Anmerkungen:
  - Dieses System wird in ähnlicher Form auch als Nissan Birdview vertrieben
  - Im Laguna 3 wird dieses System unter den Namen Carminat DVD Navigation und Kommunikation bzw. Carminat Bluetooth DVD Nav-Com System angeboten.
  - Im Geländewagen Koleos wird das System um weitere Bildschirmanzeigen zum Neigungswinkel des Fahrzeugs und der Fahrtrichtung (für Fahrten im Gelände) ergänzt.
  - Im Scenic 3 wird über den Bildschirm des Carminat 3 auch das Bild der Rückfahrkamera angezeigt.
  - Dieses System ist nicht kompatibel mit der Renault Audio Connection Box. Anschluss belegt durch DVD-Navigation.

## Carminat TomTom
Kostengünstiges Navigationssystem auf Basis der TomTom-Geräte; der Bildschirm ist hierbei in das Armaturenbrett integriert und die Sprachausgabe erfolgt über die Fahrzeuglautsprecher. Anders als bei den portablen TomTom-Geräten erfolgt die Eingabe nicht über einen Touchscreen, sondern über eine Fernbedienung bzw. Bedienelemente im Armaturenbrett. Wie die anderen Carminat-Systeme ist auch das Carminat TomTom mit einem Gyroskop und mit den ABS-Radsensoren verbunden, um auch bei nicht vorhandenem GPS-Signal eine Positionsbestimmung vornehmen zu können.
- Hersteller: TomTom
- Datenträger: SD Card
- Kartenlieferant: Tele Atlas
- Verkehrsinformationen: TMC
- Baujahr: 2009–2011
- Weitere Funktionen: kein Radioteil integriert
- Fahrzeuge: Clio 3 (Phase 2), Megane 3, Scenic 3, Laguna 3, Kangoo
- Anmerkungen:
  - Die Kartendaten können über die TomTom HOME-Applikation per SD-Card aktualisiert werden
  - Nicht kompatibel mit der Renault Audio Connection Box, da das Navigationssystem den entsprechenden Anschluss für die Sprachausgabe belegt

## Carminat TomTom LIVE 2.0
Wie das Carminat TomTom ist auch die LIVE-Version ein kostengünstiges Navigationssystem auf Basis der TomTom LIVE-Geräte; der Bildschirm ist hierbei in das Armaturenbrett integriert und die Sprachausgabe erfolgt über die Fahrzeuglautsprecher. Anders als bei den portablen TomTom-Geräten erfolgt die Eingabe nicht über einen Touchscreen, sondern über eine Fernbedienung bzw. Bedienelemente im Armaturenbrett. Wie das Carminat TomTom ist auch das Carminat TomTom LIVE mit einem Gyroskop und mit den ABS-Radsensoren verbunden, um auch bei nicht vorhandenem GPS-Signal eine Positionsbestimmung vornehmen zu können. Gegenüber dem Carminat TomTom bietet das Carminat TomTom LIVE die TomTom LIVE Dienste, welche via eines GSM-Moduls im Navigationssystems empfangen werden. Die Dienste sind nach Ablauf einer Probeperiode kostenpflichtig.
- Hersteller: TomTom
- Datenträger: SD Card
- Kartenlieferant: Tele Atlas
- Verkehrsinformationen: HD Traffic und TMC für Gebiete ohne HD Traffic
- Baujahr: 2011–
- Weitere Funktionen: kein Radioteil integriert
- Fahrzeuge: Clio 3 (Phase 2), Megane 3, Scenic 3, Laguna 3, Kangoo, Koleos, Fluence, Latitude, Espace 4 (Phase 3), Renault Trafic ab BJ 2011
- Anmerkungen:
  - Die Kartendaten können über die TomTom HOME-Applikation per SD-Card aktualisiert werden
  - Nicht kompatibel mit der Renault Audio Connection Box, da das Navigationssystem den entsprechenden Anschluss für die Sprachausgabe belegt

## Renault MediaNav
Multimedia-Infotainmentsystem mit 7-Zoll-Touchscreen. Navigation mit TomTom; Bluetooth-Anbindung von Mobiltelefonen;
- Verkehrsinformationen: keine
- Baujahr: 2012–2016
- Fahrzeuge: Clio 4 (ab Ende 2012), Zoe, Renault Captur Renault Scenic / Grand Scenic

## Renault MediaNav Evolution
Weiterentwicklung des MediNav-Systems:Multimedia-Infotainmentsystem mit 7-Zoll-Touchscreen. Navigation mit TomTom; Bluetooth-Anbindung von Mobiltelefonen. Ab Sommer 2017 auch mit Unterstützung für Android Auto
- Hersteller: LG
- Betriebssystem: Windows CE
- Verkehrsinformationen: keine
- Radio: DAB-Unterstützung
- Baujahr: 2016–
- Fahrzeuge: Clio 4 (ab Ende 2012), Zoe, Renault Captur Renault Scenic / Grand Scenic, Trafic, Master

## Renault R-Link Evolution
Multimedia-Infotainmentsystem mit 7-Zoll-Touchscreen, Sprachsteuerung und Online-Anbindung. Navigation mit TomTom Live 2.0 HD Traffic; Bluetooth-Anbindung von Mobiltelefonen; App-Store zur Erweiterung des Systems um zusätzliche Funktionen
- Hersteller: TomTom, Continental
- Betriebssystem: Android
- Verkehrsinformationen: HD Traffic
- Radio: DAB-Unterstützung
- Baujahr: 2012–
- Fahrzeuge: Clio 4 (ab Ende 2012), Zoe, Captur, Renault Scenic/Grand Scenic, Renault Megane, Laguna, Trafic, Master

## Renault R-Link 2
Multimedia-Infotainmentsystem mit senkrechtem 8,9-Zoll- oder waagerechtem 7-Zoll-Touchscreen, Sprachsteuerung und Online-Anbindung. Navigation mit TomTom Live 2.0 HD Traffic; Bluetooth-Anbindung von Mobiltelefonen; App-Store zur Erweiterung des Systems um zusätzliche Funktionen; Unterstützung von Android Auto
- Hersteller: LG
- Betriebssystem: Android
- Verkehrsinformationen: HD Traffic
- Radio: DAB-Unterstützung
- Baujahr: 2015–
- Fahrzeuge: Renault Espace 5, Talisman, Megane

## Zukunft
Um die Kosten für die Karten-CDs/DVDs zu senken, hatten die Autohersteller BMW, Mercedes-Benz, Renault und VW im Sommer 2008 vereinbart, ein gemeinsames Datenformat für die Kartendaten zu entwickeln. Erste Produkte in diesem Format waren für das Jahr 2010 geplant. Durch die Einführung von Standard-Navigationssystemen wie den TomTom-Geräten ist diese Planung allerdings obsolet geworden.

## Allgemeines
Alle diese Systeme benötigen neben der eigentlichen Bedieneinheit (z. B. im DIN-Format für den Radioschacht) noch weitere Fahrzeugkomponenten, z. B. das Radio/Temperatur/Uhrzeit-Zentraldisplay oder die GPS-Antenne auf dem Fahrzeugdach; sie können daher nicht ohne weiteres in anderen Fahrzeugen eingesetzt werden. Da die Datenträger oft auch Firmware-Updates beinhalten, ist die Verwendung anderer als der Original Daten-CDs/DVDs ebenfalls nicht ohne weiteres möglich.